# Guy Vernor Henry
Guy Vernor Henry (* 9. März 1839 in Fort Smith, Arkansas; † 27. Oktober 1899 in Washington, D.C.) war ein US-amerikanischer Offizier. In den Jahren 1898 und 1899 war er Militärgouverneur von Puerto Rico.

## Werdegang
Guy Henry absolvierte im Jahr 1861 die United States Military Academy in West Point und begann danach eine lange militärische Laufbahn. Während des Bürgerkrieges diente er als Offizier im Heer der Union. Für seine militärischen Leistungen während der Schlacht von Cold Harbor im Jahr 1864 wurde er 1893 mit der Medal of Honor ausgezeichnet. Nach dem Krieg diente er weiter in der US Army, in der er bis zum Brigadegeneral aufstieg. Dabei war er vor allem im Westen der Vereinigten Staaten bei Indianerfeldzügen eingesetzt, wobei er auch verwundet wurde. Er diente in verschiedenen Kavallerieeinheiten, darunter auch die zehnte Kavallerie, die mit Ausnahme der Offiziere aus afroamerikanischen Soldaten bestand. Zwischenzeitlich war er auch Kommandeur von Fort Myer in Virginia.
Während des Spanisch-Amerikanischen Krieges von 1898 war Guy Henry als Brigadegeneral in Puerto Rico eingesetzt. Im Dezember 1898 wurde er dort als Nachfolger von John R. Brooke zum Gouverneur ernannt. Im Februar 1899 löste er das dortige Parlament auf. Außerdem schaffte er die Steuer auf Grundnahrungsmittel ab. Im Mai 1899 wurde er von General George Whitefield Davis abgelöst. Er starb am 27. Oktober desselben Jahres in der Bundeshauptstadt Washington und wurde auf dem Nationalfriedhof Arlington beigesetzt.